# منتیش
منتیش (به چکی: Mnetěš) یک منطقهٔ مسکونی در جمهوری چک است که در ناحیه لیتومیریتسه واقع شده‌است. منتیش ۷٫۶۵ کیلومتر مربع مساحت و ۵۰۳ نفر جمعیت دارد و ۲۱۲ متر بالاتر از سطح دریا واقع شده‌است.